# Tango delle rose/Nilo blu
Tango delle rose/Nilo blu è un singolo della cantante italiana Nilla Pizzi pubblicato nel 1969 dalla casa discografica Equipe

## Descrizione
Entrambi i brani fanno parte del 33giri Le canzoni degli anni 20.

## Tracce
1. Tango delle rose
2. Nilo blu